# Мейгеш Юрій Васильович
Мейгеш Юрій Васильович (20 січня 1925, село Великий Раковець — 2 листопада 1999) — український письменник. Заслужений працівник культури УРСР.

## Життєпис
Юрій Мейгеш народився 20 січня 1925 року у Великому Раковці (нині — Іршавського району Закарпатської області) в сім'ї селянина-бідняка.
З 1945 року він — на педагогічній роботі. Спочатку працював учителем початкової школи у рідному селі, потім — викладачем історії Зняцівської десятирічної школи. Одночасно навчався на заочному відділенні історичного факультету Ужгородського університету, по закінченню якого став учителем в Мукачівській школі-інтернату. Потім багато років викладав соціальні дисципліни у Мукачівському педагогічному училищі, був відповідальним секретарем закарпатської організації Спілки письменників України.
Автор 23 повістей і романів, деякі з яких перекладалися російською. Твори публікувалися регулярно.
Очолював мукачівське літературне об'єднання «Полум'я» та обласну письменницьку організацію. Згодом увійшов до Народного Руху України. У 1981 році був представником України на XXXVI сесії Генеральної асамблеї ООН.
Помер письменник 2 жовтня 1999 року. Посмертно було видано роман «Одісея залюблених».

## Творчість
Розпочав свою літературну діяльність Юрій Мейгеш оповіданням «До неї йду» в журналі «Літературна неділя» 1944 року, яке потім переробив у повість і надрукував у журналі «Жовтень». Творчість письменника по-справжньому розгорнулася в післявоєнний період. Уже в 1950 році надрукував першу повість «На сонячні шляхи». У наступних повістях «Новий день» та «Неспокійні серця» письменник порушив актуальні проблеми сучасності, розповів про визволене закарпатське село та про возз'єднання Закарпаття з Україною.
Життя повоєнного верховинського села Юрій Мейгеш зобразив у романі «Кам'яний ідол» 1966 року, а також у романі «Верховинці». Романи «Верховинці», «Кам'яний ідол» та повісті «Така любов» і «Життя, хвилини, роки» перекладені російською мовою. Окремі уривки із згаданих та інших творів друкувалися в перекладі комі, осетинською, молдавською, чеською, словацькою та угорською мовами.
В останні роки Юрій Мейгеш видає романи «Стихія», «Голгофа», «Фінал драми», «Срібна земля». Закінчив роман «Одісея залюблених».
Останню працю «Страсна ніч», що завершує трилогію, в яку увійшли книги «Верховинці» та «Кам'яний ідол», письменник підготував незадовго до смерті.

## Відзнаки
Юрій Мейгеш нагороджений Почесною грамотою Президії Верховної Ради УРСР, Заслужений працівник культури УРСР.
Лауреат премій ім. Андрія Головка та ім. Федора Потушняка (1995).
Почесний громадянин Мукачевого з 1998 року.

## Пам'ять про письменника
19 січня 2007 року в мукачівській середній школі № 6 відкрито музей Юрія Мейгеша.
2011 року Мукачівська міська рада заснувала літературну премію імені Юрія Мейгеша, яку вручають з 2012 року.